# Piràmide de Lahun

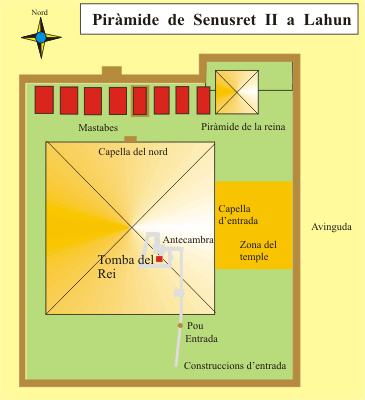
Piràmide de Lahun (Senusret II)

La piràmide de Lahun és una piràmide a mig camí entre Bani Suef i el Faium. És part del complex funerari construït per Senusret II a l'Imperi mitjà (Dinastia XII).
La piràmide és feta de rajoles de fang cuit i coberta de capes de pedra com altres piràmides. La seva altura original fou de 48 metres i el seu angle d'inclinació és de 43 graus. L'entrada a la piràmide fou descoberta per Petrie el 1890, i va costar mot de trobar-la, ja que a diferència d'altres piràmides que tenen entrada pel costat, aquesta té entrada al sud, seguint un eix vertical, a una certa distància. Una petita piràmide per la reina es troba al nord de la de Senusret i darrere hi ha 8 tombes excavades a la roca per a la família reial; el temple mortuori era a l'est, i encara en queden algunes restes.
Al lloc hi havia l'antiga ciutat egípcia de Kahun, on vivien els constructors de la piràmide, a només un km, ciutat que es deia Hetepsenwosret i va romandre habitada quan la feina es va acabar, subsistint durant dos-cents anys, en els quals fou centre del culte al faraó, i després fou abandonada precipitadament.